# Den kompletta Ulla Billquist
Den kompletta Ulla Billquist är ett musikalbum från 2010 med Ulla Billquist (1907-1946). Samlingsboxen består av 17 cd-skivor och en booklet på 200 sidor med kommentarer och bilder. 
Med sin inspelning av Min soldat blev Billquist både uppskattad men också starkt förknippad med beredskapstiden i Sverige. Hon hade en relativt kort karriär men var en väldigt produktiv skivartist, i denna utgåva har samtliga 432 grammofoninspelningar sammanställts, inklusive tidigare outgivet material. 

### Fotnoter
1. ↑  http://smdb.kb.se/catalog/search?q=den+kompletta+ulla+billquist&x=24&y=28